# Castiraga Vidardo
Castiraga Vidardo – miejscowość i gmina we Włoszech, w regionie Lombardia, w prowincji Lodi.
Według danych na rok 2004 gminę zamieszkiwały 1633 osoby, 326,6 os./km².